# Phorbia curvifolia
Phorbia curvifolia este o specie de muște din genul Phorbia, familia Anthomyiidae, descrisă de Hsue în anul 1981. Conform Catalogue of Life specia Phorbia curvifolia nu are subspecii cunoscute.